# Circuito Montañés
Der Circuito Montañés war ein spanisches Straßenradrennen durch die autonome Gemeinschaft Kantabrien.
Das Etappenrennen wurde erstmals 1986 ausgetragen und fand jährlich Mitte Juni statt. Es umfasste zumeist sieben Etappen. Seit der Saison 2005 zählte das Rennen zur UCI Europe Tour und war in die UCI-Kategorie 2.2 eingestuft. Die bisher letzte Austragung erfolgte im Jahr 2010. Kein Fahrer konnte das Rennen mehr als einmal für sich entscheiden.

## Sieger
- 2010  Fabio Duarte
- 2009  Tejay van Garderen
- 2008  Alexei Schtschebelin
- 2007  Bauke Mollema
- 2006  Robert Gesink
- 2005  Sergio Domínguez
- 2004  Fernando Serrano
- 2003  Steven Kleynen
- 2002  Óscar Serrano
- 2001  Rafael Mila
- 2000  Dave Bruylandts
- 1999  David Vázquez
- 1998  Alexei Siwakow
- 1997  Kurt Van De Wouwer
- 1996  Javier Otxoa
- 1995  Jean-Yves Duzellier
- 1994  José Castelblanco
- 1993  Thierry Elissalde
- 1992  José María Jiménez
- 1991  Artūras Kasputis
- 1990  José Luis de Santos
- 1989  Fernando Piñero
- 1988  Víctor Gonzalo
- 1987  Francisco Javier Mauleón
- 1986  Jesús Montoya